# Guilherme Romão
Guilerme Kennedy Romão (Marília, 7 ottobre 1997) è un calciatore brasiliano, difensore dell'Atl. Goianiense.

## Palmarès

### Competizioni statali
- Campionato paulista: 1

Corinthians: 2018